# Station Dobra Nowogardzkie
Station Dobra Nowogardzkie (voor 1945: Daber Süd) was een spoorwegstation in de Poolse plaats Dobra aan twee smalspoorlijnen. De lijn naar Nowogard werd na de Tweede Wereldoorlog in 1945 niet meer heropend. Van de Stargard - Łobez is het deel naar Łobez in 1991 gesloten voor passagier en in 1995 voor vrachtverkeer. Het gedeelte naar Stargard volgde in 2001.